# Grípir
Grípir var son till kung Eylimi, bror till Hjördís och morbror till Sigurðr. Grípir var en härskare som sågs som den klokaste av dem alla och som hade förmågan att se in i framtiden.
I den eddiska dikten Grípisspá, "Grípirs profetia", som finns i Codex Regius, anländer en ungdomlig Sigurðr till hans hall och möts av en man vid namn Geitir. Efter att Sigurðr identifierat sig träffar Grípir honom och förutspår hans öde. Han säger att Sigurðr ska vara den mäktigaste av män, upphöjd över varje kung, givmild och vis; men först kommer han att hämnas sin fars död, sedan kommer han att döda den glittrande ormen Fáfnir och hitta dess skattgömma för att sedan väcka kungadottern som sover på berget. Grípir blir ovillig att svara på ytterligare frågor och säger till Sigurðr att den dag hans död förordnas. Han varnar honom specifikt för Grímhildr och Brynhildr.
Grípir kallas Grifir i Völsungasagan.